# Ludomir Benedyktowicz
Ludomir Benedyktowicz (Świniary Siedlcenél, 1844. július 15. – Lwów, 1926. december 14.) lengyel tájképfestő, katona, író és amatőr sakkozó.

## Élete

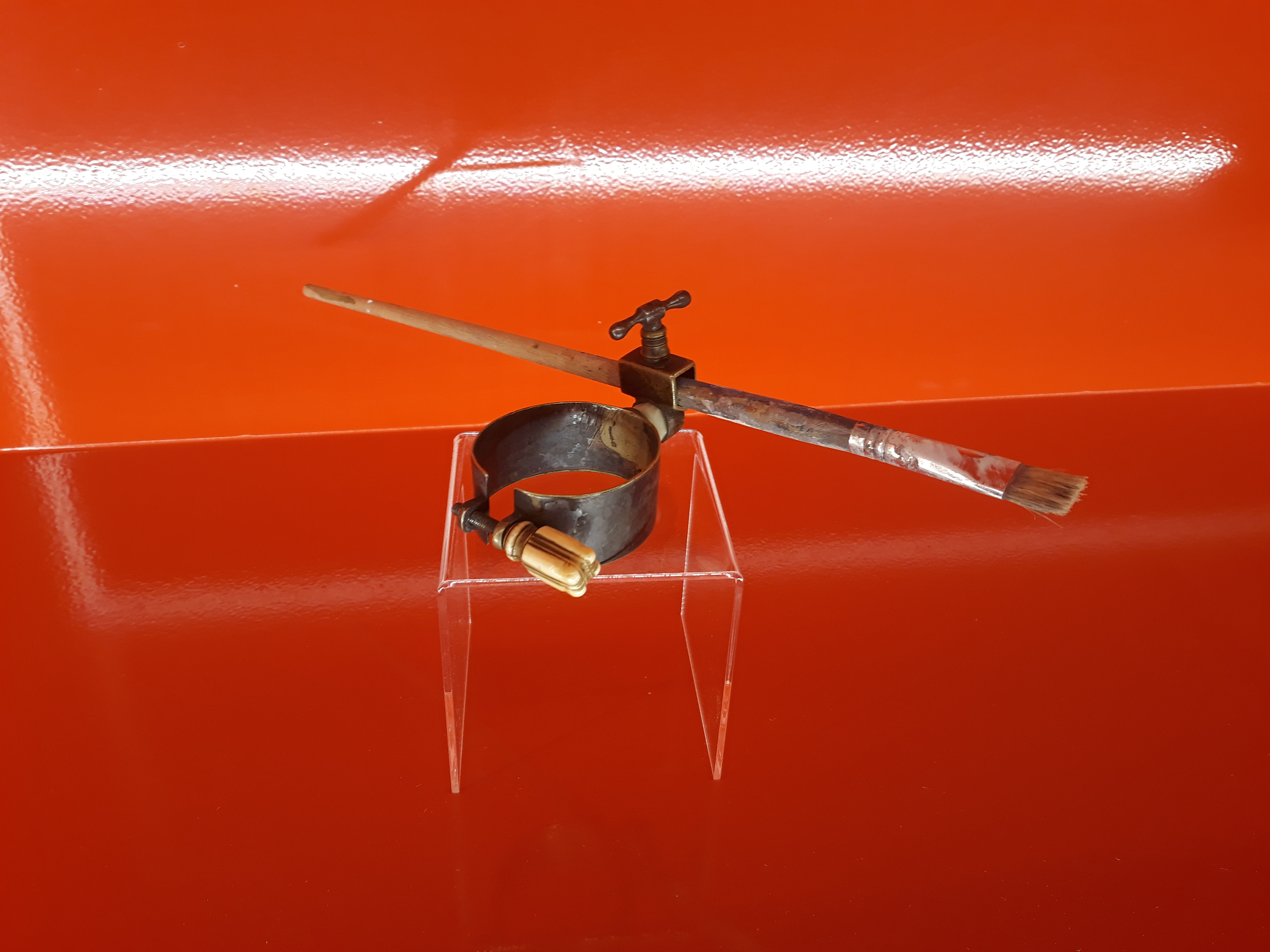
A Ludomir Benedyktowicz által használt protézis

Varsóban járt iskolába, majd 1861-ben apja nyomdokaiba lépve a broki Erdőgazdálkodási Gyakorlatok Intézetébe ment, hogy annak alapítójánál, Wojciech Jastrzębowski professzornál tanuljon.
Megszakította a tanulmányait, hogy csatlakozzon a januári felkeléshez, és a Władysław Cichorski által irányított egység harcosa lett. A kozákokkal való összecsapás során Stare Kaczkowo közelében egy kard levágta a jobb kezét, a bal karját pedig egy golyó megsebesítette. Később az ostrów mazowieckai parókiára vitték, ahol a karját amputálni kellett.
Erdész már nem lehetett, ezért úgy döntött, hogy művészeti tanulmányokat kezd a varsói rajziskolában Wojciech Gersonnál. Egy saját maga által kitalált fémgyűrű segítségével festett: a jobb alkarjára erősítette, így ecsetet, tollat vagy más eszközt tarthatott benne.
Mivel a felkelés résztvevőinek üldözése fokozódott, ezért Münchenbe ment, és engedélyt kapott, hogy beiratkozzon a Képzőművészeti Akadémiára.
Amikor visszatért Lengyelországba, meglátogatta azoknak a felkelőtársainak a sírját, akiket az általa túlélt csatában öltek meg. Ennek következtében „izgatás” gyanújával letartóztatták, és rövid időre a varsói fellegvárban tartották fogva. Miután bizonyítékok hiányában szabadlábra helyezték, Krakkóba költözött, és Jan Matejkónál tanult. 1876-ban megnősült, és saját műtermet nyitott. Negyven évig élt ott, majd felesége halála után Lwówba költözött, és egy veteránok számára fenntartott idősek otthonában élt.

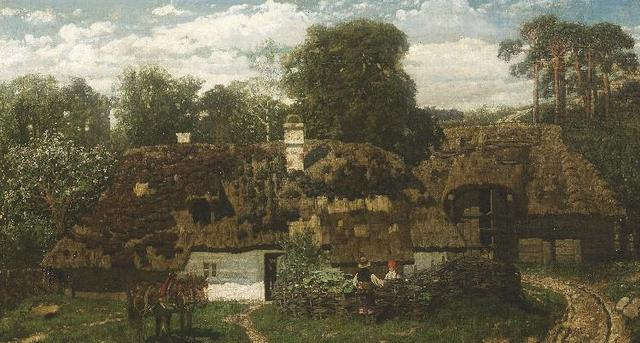
Vidéki táj (1879)

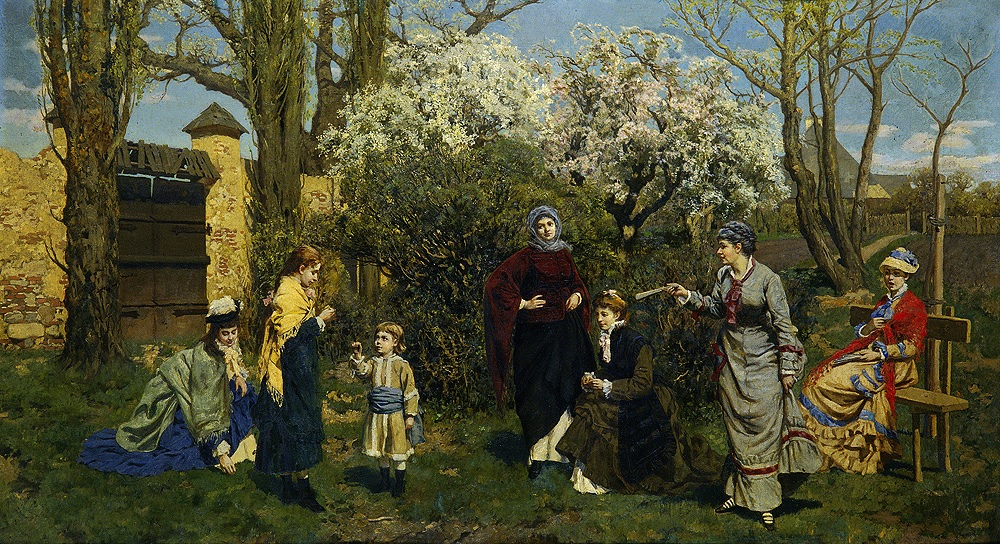
Ibolyagyűjtés

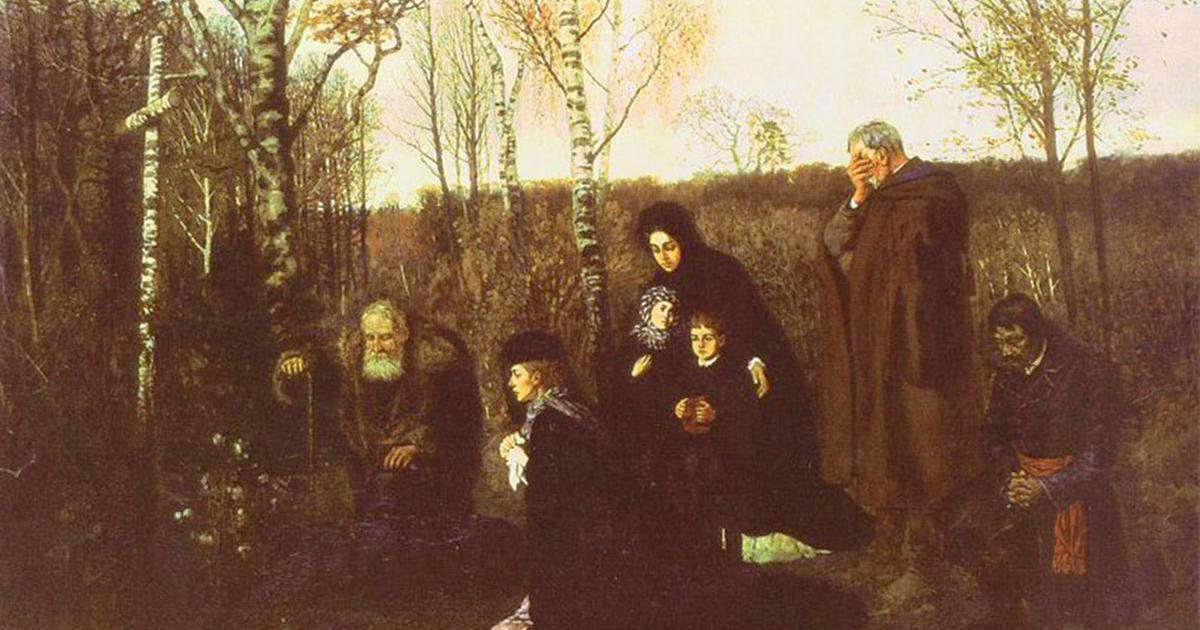
Egy felkelő sírjánál

Festőművészete mellett három verseskötetet is megjelentetett, egyet-egyet a januári felkelés 40., 50. és 60. évfordulójára. Egy könyvet is írt Stanisław Witkiewiczről (akivel gyakran vitatkozott) és kritikusi szerepéről. 1893-ban amatőr sakkozóként Hieronim Czarnowskival együtt részt vett a Krakkói Sakk Klub  megalapításában, amelynek második elnöke volt. 1925-ben tiszteletbeli tagjává nevezték ki a Hetman nevű sakk-klubnak, amelynek olyan neves játékosok voltak a tagjai, mint Ignacy Popiel és Kalikst Morawski.

## Fordítás
- Ez a szócikk részben vagy egészben  a   Ludomir Benedyktowicz című angol Wikipédia-szócikk ezen változatának fordításán alapul.  Az eredeti cikk szerkesztőit annak laptörténete sorolja fel. Ez a jelzés csupán a megfogalmazás eredetét és a szerzői jogokat jelzi, nem szolgál a cikkben szereplő információk forrásmegjelöléseként.